# Saint-Oradoux-près-Crocq
Saint-Oradoux-près-Crocq é uma comuna francesa na região administrativa da Nova Aquitânia, no departamento de Creuse. Estende-se por uma área de 13,36 km². Em 2010 a comuna tinha 101 habitantes (densidade: 7,6 hab./km²).